# 安格里托斯的雅典娜
安格里托斯的雅典娜是一座古希腊大理石雕像，制作于公元前480-公元前470年左右。该雕像是已知最早的描绘穿有盔甲形象的雅典娜雕像，这座雕像属于典型的严肃风格，这种风格在波希战争之后发展起来，是古希腊雕塑古风时期至古典时期的一个过渡期。如今，它在雅典卫城博物馆展出，文物编号为140。
这座雕像受损严重，头部缺失。就像早期对雅典娜的描绘一样，她穿着古老的佩洛袍，但她的肩膀上也有埃癸斯圣盾，胸前则有一个女魔脸形饰。她的右臂到手腕的部分幸存，这只手曾经握着一支长矛。而左臂的保存情况非常糟糕，除了肩膀和搁在腰间的左手部分外，她的左臂完全不见了。

人们认为这座雕像最初矗立在一根保存完好的多立克柱顶上，这根柱子上写着： 
安格里托斯将它赐予给我。尊敬的雅典娜啊，希望你对这份礼物感到满意，尤诺尔为我做了它。
这座雕像是在雅典卫城的波斯废墟中发现的，出土时旁边便是著名的克里提奥斯的少年和荷牛人雕像。